# تسعير الكربون في كندا

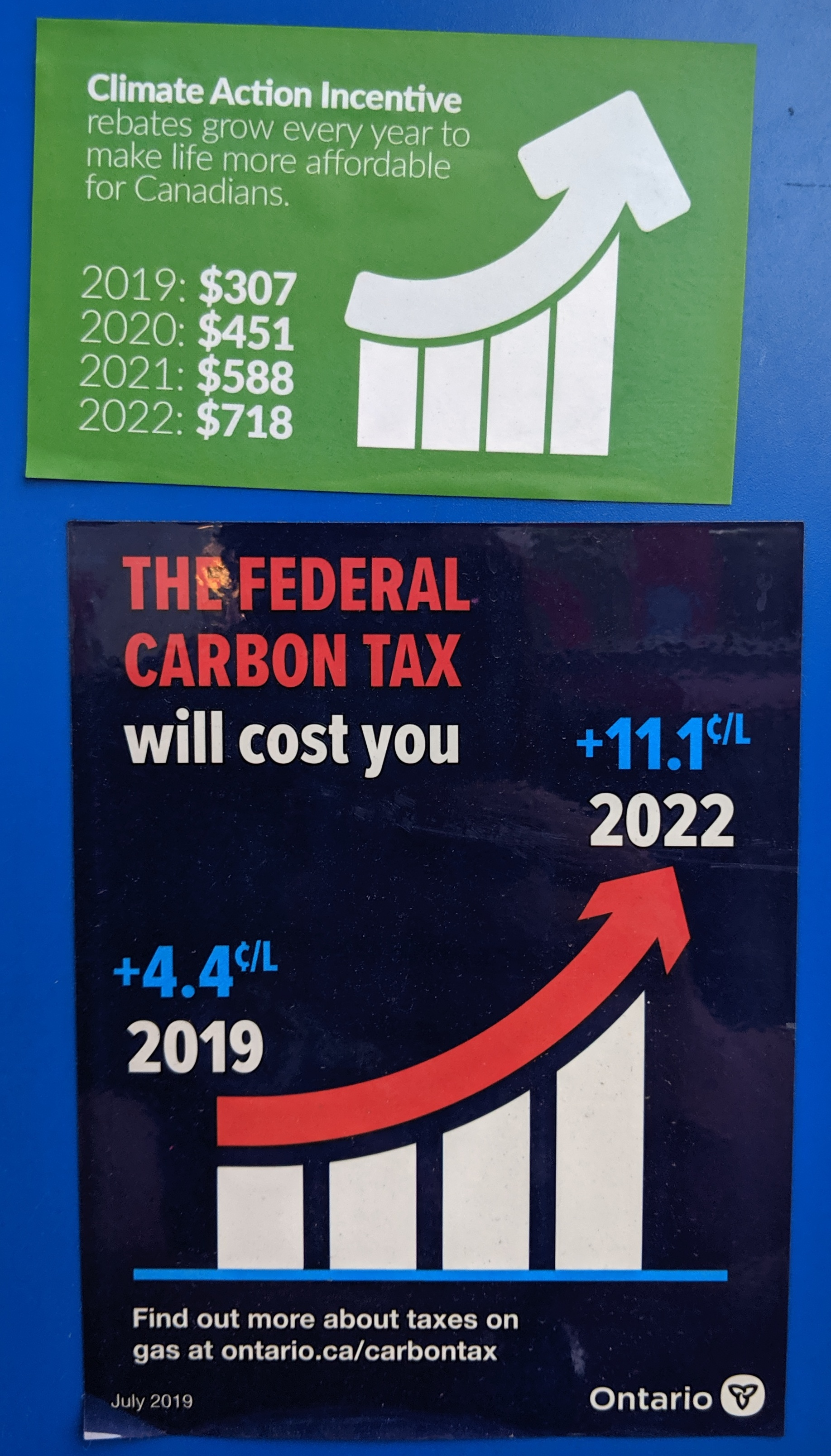
ملصق حافز العمل المناخي

يُطبق تسعير الكربون في كندا إما كرسوم تنظيمية أو ضريبة مفروضة على محتوى الكربون من الوقود على مستوى المقاطعات الكندية أو المستوى الإقليمي أو الفيدرالي. يُسمح لمقاطعات كندا وأقاليمها بإنشاء نظام خاص بها لتسعير الكربون طالما أنها تتوافق مع الحد الأدنى من المتطلبات التي تحددها الحكومة الفيدرالية، لذا قد يكون لدى المقاطعات والأقاليم ضريبة أعلى من الضريبة الفيدرالية ولكن ليست أقل. تخضع جميع المقاطعات والأقاليم حاليًا لآلية تسعير انبعاثات الكربون، إما عن طريق برنامج داخل المقاطعة أو عن طريق أحد البرنامجين الفيدراليين. حُدد الحد الأدنى للضريبة الفيدرالية عند 50 دولارًا كنديًا لكل طن من مكافئ ثاني أكسيد الكربون اعتبارًا من أبريل 2022، ومن المقرر أن يرتفع إلى 170 دولارًا كنديًا في عام 2030.
تُنفذ رسوم تنظيمية بموجب قانون تسعير تلوث غازات الاحتباس الحراري الفيدرالي والذي أُقرّ في ديسمبر 2018، عند غياب النظام الإقليمي، أو في المقاطعات والأقاليم التي لا يفي نظام تسعير الكربون فيها بالمتطلبات الفيدرالية. ترجع 90% من الإيرادات إلى دافعي الضرائب في المقاطعات التي تُفرض فيها الرسوم. فُرضت ضريبة الكربون بسبب الحاجة إلى مكافحة التغير المناخي، مما أدى إلى التزامات فدرالية بموجب اتفاقية باريس. يحتوي الهواء اليوم على 400 جزء في المليون من ثاني أكسيد الكربون بينما كان متوسط مستوى ثاني أكسيد الكربون على مدار 400000 عام ما بين 200 جزء في المليون و280 جزء في المليون، وفقًا لمختبر الدفع النفاث التابع لناسا.
لم يكن لدى ساسكاتشوان مطلقًا نظام تسعير للكربون، وقد اختارت مقاطعات أخرى- مثل مانيتوبا وأونتاريو ونيو برونزويك وألبرتا- الانسحاب من أنظمة ضريبة الكربون الإقليمية السابقة. يُعاد توزيع الإيرادات من قانون تسعير تلوث غازات الاحتباس الحراري الفيدرالي، الذي دخل حيز التنفيذ في أبريل 2019، على المقاطعات، إما من خلال الإعفاءات الضريبية للمقيمين الأفراد أو إلى الشركات والمؤسسات التي تتأثر بالضريبة ولكنها غير قادرة على تمرير التكلفة عن طريق رفع أسعار المستهلك.
قوبل إدخال الضريبة بممانعة سياسية، لا سيما من قبل حزب المحافظين الكندي الذي حاول «جعل ضريبة الكربون القضية الوحيدة» في الحملة الانتخابية الفيدرالية لعام 2019. لم ينجح هذا الجدال، إذ دعم الناخبون الكنديون الأحزاب التي دعمت أيضًا ضريبة الكربون، مما دفع سي بي سي نيوز لإعلان أن ضريبة الكربون الكندية هي «الفائز الأكبر في الانتخابات» أو «الفائز الساحق الوحيد» في هذه الانتخابات. وبالمثل، فقد فشلت الطعون القانونية على القانون في 25 مارس 2021 عندما رفضت المحكمة العليا الكندية استئناف 2019 لمقاطعات مانيتوبا وأونتاريو وساسكاتشوان، وحكمت في مرجع قانون تسعير تلوث غازات الاحتباس الحراري بأن القانون دستوري.

## أسعار الكربون في المقاطعات والأقاليم
كانت كل من كيبيك (2007) وكولومبيا البريطانية (2008) وألبرتا وأونتاريو ومانيتوبا ونوفا سكوشا قد حددت سياسات لتسعير الكربون بحلول عام 2018. استكشف مترو فانكوفر «أجور الطرق وغيرها من الآليات القائمة على الرسوم لمعالجة الازدحام المروري» بحلول عام 2017. ألغت أونتاريو نظام الحد الأقصى والتجارة في عام 2018. كُشف عن الخطوط العريضة لخطة مناخية جديدة في أونتاريو، والتي لم تتضمن أي نظام لتسعير الكربون، في نوفمبر 2018.
رفضت كل من مانيتوبا وأونتاريو وساسكاتشوان ونيو برونزويك فرض تسعير الانبعاثات الخاصة بهم، لذلك دخلت الأسعار الفيدرالية حيز التنفيذ في الأول من أبريل. يدفع سكان المقاطعات الأربع المزيد مقابل البنزين ووقود التدفئة. وأضاف «معدل البداية 4.4 سنتات على سعر لتر الغاز ونحو أربعة سنتات للمتر المكعب من الغاز الطبيعي». كما انبغى ارتفاع سعر البروبان والبيوتان ووقود الطائرات. سيحصل السكان على حسومات على إقرارات ضريبة الدخل الخاصة بهم، وستختلف المبالغ من مقاطعة إلى أخرى. ففي ساسكاتشوان مثلًا، افتُرض تلقّي الأسرة المكونة من أربعة أفراد 609 دولارات أمريكية في عام 2019.

### كولومبيا البريطانية
فرضت حكومة كولومبيا البريطانية ضريبة الكربون في عام 2008.
كانت كولومبيا البريطانية أول مقاطعة كندية تنضم إلى مبادرة المناخ الغربية، التي تأسست في فبراير 2007 من قبل حكام أريزونا وكاليفورنيا ونيو مكسيكو وأوريغون وواشنطن للحد من انبعاثات غازات الاحتباس الحراري. أصبحت مبادرة المناخ الغربية شراكة دولية عندما انضمت كولومبيا البريطانية. فضلت كولومبيا البريطانية بحلول عام 2011 ضريبة الكربون الحالية بدلًا من نظام الحد الأقصى والتجارة المقترحة من قبل مبادرة المناخ الغربية.
صرح الأمين العام لمنظمة التعاون الاقتصادي أنجل غوريّا في عام 2013 أن «تطبيق ضريبة الكربون في كولومبيا البريطانية أقرب ما يكون إلى حالة نموذجية، مع تغطية واسعة عبر القطاعات وزيادة مطردة في المعدل» على مدى خمس سنوات.
انخفضت انبعاثات الاحتباس الحراري بعد أن فرضت حكومة مقاطعة كولومبيا البريطانية ضريبة الكربون في عام 2008، وفقًا لمقال نُشر في نوفمبر 2015 في دورية ذا أتلانتيك: «انخفض استخدام الوقود الأحفوري في كولومبيا البريطانية بنسبة 16%، مقارنة بزيادة 3% في بقية مقاطعات كندا، وتفوق اقتصادها على بقية البلاد». أثبت ذلك أن مزايا ضريبة الكربون «لم تعد نظرية» ولم تعرقل النمو الاقتصادي.

### كيبيك
تشارك كيبيك في مخطط دولي لتداول الانبعاثات مع ولاية كاليفورنيا الأمريكية.
فرضت كيبيك ضريبة الكربون على موزعي الطاقة والمنتجين والمصافي في يونيو 2007، وهي أول مقاطعة كندية تقوم بذلك. قال وزير الموارد الطبيعية في كيبيك كلود بيتشارد عند الإعلان عن الضريبة الجديدة، إن الصناعات ستستوعب الضريبة، والتي ستبلغ إيراداتها الإجمالية 200 مليون دولار كندي سنويًا، بدلًا من نقل التكلفة إلى المستهلكين.
جرى التوقع أن تكون الشركات النفطية هي الأكثر تضررًا من بين الشركات الخمسين المتضررة، إذ افتُرض أن تدفع «حوالي 69 مليون دولار كندي سنويًا للبنزين، و36 مليون دولار كندي لوقود الديزل، و43 مليون دولار كندي لوقود التدفئة». ستؤثر الضريبة أيضًا على موزعي الغاز الطبيعي الذين سيدفعون حوالي 39 مليون دولار كندي وموزع الكهرباء هايدرو كيبيك الذي سيدفع 4.5 مليون دولار كندي لمصنع سوريل تريسي للطاقة الحرارية في كيبيك.

### ساسكاتشوان
تحدث رئيس وزراء ساسكاتشوان سكوت مو بشكل قاطع ضد قانون تسعير تلوث الغازات الدفيئة. أصدرت حكومة ساسكاتشوان تقريرًا بعنوان «مرونة البراري: استراتيجية التغير المناخي المبتكرة في ساسكاتشوان» والذي قال في مقابلة بتاريخ 23 أكتوبر 2018 مع فاسي كابيلوس في سي بي سي، أنها قُبلت من قبل الحكومة الفيدرالية على أنها تفي بمتطلبات قانون تسعير تلوث غازات الاحتباس الحراري.
أكدت الحكومة الفيدرالية لسكان ساسكاتشوان أن «جميع العائدات المباشرة التي تُجمع في ساسكاتشوان بموجب نظام دعم تسعير التلوث الفيدرالي ستُدفع من خلال المدفوعات المباشرة للأفراد والعائلات والاستثمارات لتقليل الانبعاثات وتوفير المال وخلق فرص العمل». انبغى أن تتلقى الأسرة المكونة من أربعة أفراد «609 دولارات أمريكية في عام 2019».